# Abrito
Abrito (en latín, Abritus) fue una antigua ciudad romana cerca de la moderna ciudad de Razgrad (Bulgaria).
Fue el lugar de la derrota y muerte del emperador romano Trajano Decio en manos de los godos (batalla de Abrito, en julio o agosto del 251).
Fue destruida por los ávaros en el siglo VI.
Se realizaron excavaciones arqueológicas en el lugar en el año 1953. 